# Китовидкоподібні
Китовидкоподі́бні (Cetomimiformes) — ряд риб класу променепері.

## Загальні відомості
Невеликий за чисельністю ряд, що містить своєрідних за зовнішнім виглядом глибоководних риб. Скелет слабко просякнений мінеральними солями. Спинний плавець зміщений назад та розташований над анальним. Шкіра гола або вкрита маленькими лусками, шипами або волоскоподібними виростами, темного або червоного кольору. Риби мають великий рот, внаслідок чого їх голова віддалено нагадує голову китів, завдяки цьому ряд отримав свою назву.

## Систематика ряду
Ряд містить наступні родини:
- Барбоурісієві (Barbourisiidae)
- Китовидкові (Cetomimidae)
- Ронделетієві (Rondeletiidae)